# Mesolecanium pseudosemen
Mesolecanium pseudosemen är en insektsart som först beskrevs av Cockerell 1895.  Mesolecanium pseudosemen ingår i släktet Mesolecanium och familjen skålsköldlöss. Inga underarter finns listade i Catalogue of Life.